# Еберхард I фон Лупфен-Щюлинген
Еберхард I фон Лупфен-Щюлинген (на немски: Eberhard I von Lupfen Graf von Stühlingen; † сл. 1302) от стария благороднически швабски род фон Лупфен, е граф на Лупфен и ландграф на Щюлинген в Баден-Вюртемберг. Еберхард I е прародител на Еберхардската линия, която управлява 330 години.

## Биография
Той е третият син (от единадесет деца) на Хайнрих фон Лупфен-Щюлинген († 1251/1258) и съпругата му фон Кюсенберг († пр. 1258), сестра на граф Хайнрих фон Кюсаберг-Щюлинген († 1251), дъщеря на Хайнрих II фон Кюсаберг († 1228), роднини на крал Рудолф I.
Резиденцията на рода е замък Хоенлупфен на планината Лупфен, доказан за пръв път през 1065 г. През 1251 г. баща му Хайнрих фон Лупфен-Щюлинген наследява ландграфството Щюлинген, построява дворец Хоенлупфен и основава град Щюлинген в Клетгау. Еберхард I фон Лупфен-Щюлинген дава на Щюлинген права на град през 1262 г.
През 1582 г. линията Щюлинген изчезва и тяхната собственост отива чрез наследника Конрад фон Папенхайм (1534 – 1603) и синът му Максимилиан фон Папенхайм (1580 – 1639) на маршалите от Папенхайм.

## Фамилия
Първи брак: с Аделхайд фон Регенсберг, втората дъщеря на Лютолд IV фон Регенсберг († 1218) и съпругата му графиня фон Кибург-Дилинген. Бракът е бездетен.
Втори брак: пр. 27 ноември 1289 г. с Аделхайд фон Цимерн († сл. 1293), дъщеря на Албрехт IV фон Цимерн († 1288/1289) и съпругата му фон Волфах, дъщеря на Фридрих (Фрайен) фон Волфах. Те имат осем деца:
- Еберхард II фон Лупфен-Щюлинген, ландграф на Щюлинген, женен вер. за Елзбет фон Бехбург
- Бертолд фон Лупфен († сл. 1318)
- Хуго фон Лупфен-Щюлинген († сл. 1327), граф на Лупфен и ландграф на Щюлинген, женен за Анна фон Фрауенберг († сл. 1327); има един син и една дъщеря
- Гертруд фон Лупфен, омъжена за Лютолд VIII фон Регенсберг, син на Улрих I фон Регенсберг († 1281) и Аделхайд фон Пфирт (Ферет)/фон Балм († 1311/1314), дъщеря на граф Улрих II фон Пфирт († 1271/1275)
- Еберхард фон Лупфен († сл. 1344), граф
- Маргарета фон Лупфен, омъжена за Хайнрих фон Фрауенберг
- Хайинрих фон Лупфен
- Уделхилд фон Лупфен